# Flóra Gyertyagyár
A Flóra Gyertyagyár egy megszűnt és elbontott budapesti vegyipari létesítmény.

## Története
A gyárat 1868-ban alapították meg Maçlup A. és E. Első Magyar Steringyertya és Szappangyár „Flóra” néven. A gyár későbbi összekötő vasúti hídtól délre épült fel, a Soroksári út (akkori számozás szerint) 7. (ma 33.) számú telkére bejegyezve, a mai Soroksári út, Kvassay Jenő út, Hajóállomás utca háromszöge által határolva. (Északra tőle, de még mindig a hídtól délre épült fel később a Ferencvárosi szivattyútelep.) 
1896-ban részvénytársasággá alakult Flóra Első Magyar Stearingyertya- és Szappangyár Rt. néven.
Ugyancsak 1896-os kimutatás szerint a gyárban körülbelül 300 munkás dolgozott. Az üzem termékei között szerepeltek gyertya, „Flóra” szappan, glicerin, olein, oleomargarin, stearin, és clainsav.
1936-ban érdekeltségi vállalatot alapított Franciscus Vegyipari Rt. néven (Soroksári út 56.), amely különféle vegyi anyagokat gyártott évi kb. 1 millió pengő értékben.
1940-ben a Flóra Gyárat a német tőkével terjeszkedő Hutter és Lever Rt. felvásárolta, de termékeit továbbra is „Flóra” névvel hozta forgalomba.
A gyár iparvágánykapcsolattal rendelkezett a Csepeli HÉV felé, és ezt még 1992-ben is használták.
A gyárat a terület 1990-es évekbeli rendezésekor bontották el, helyére OBI áruház épült.

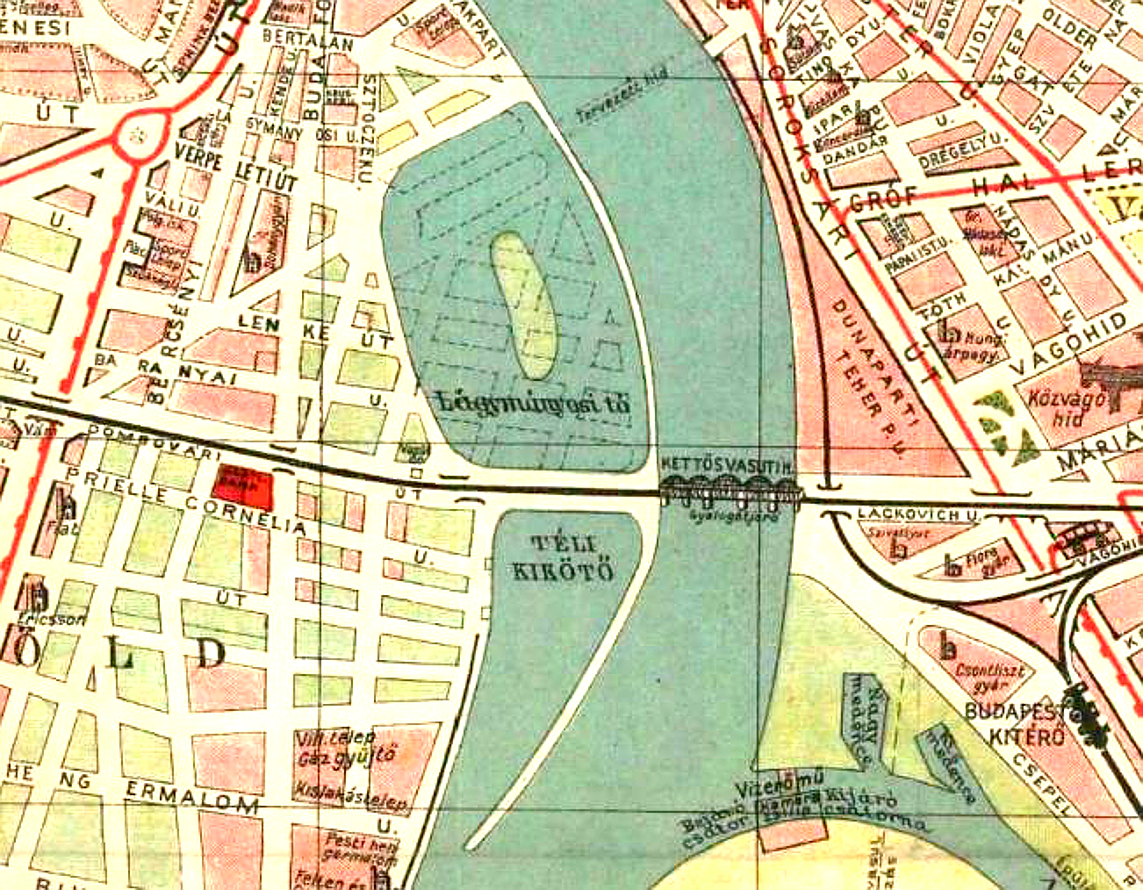
1930-as térképábrázolás

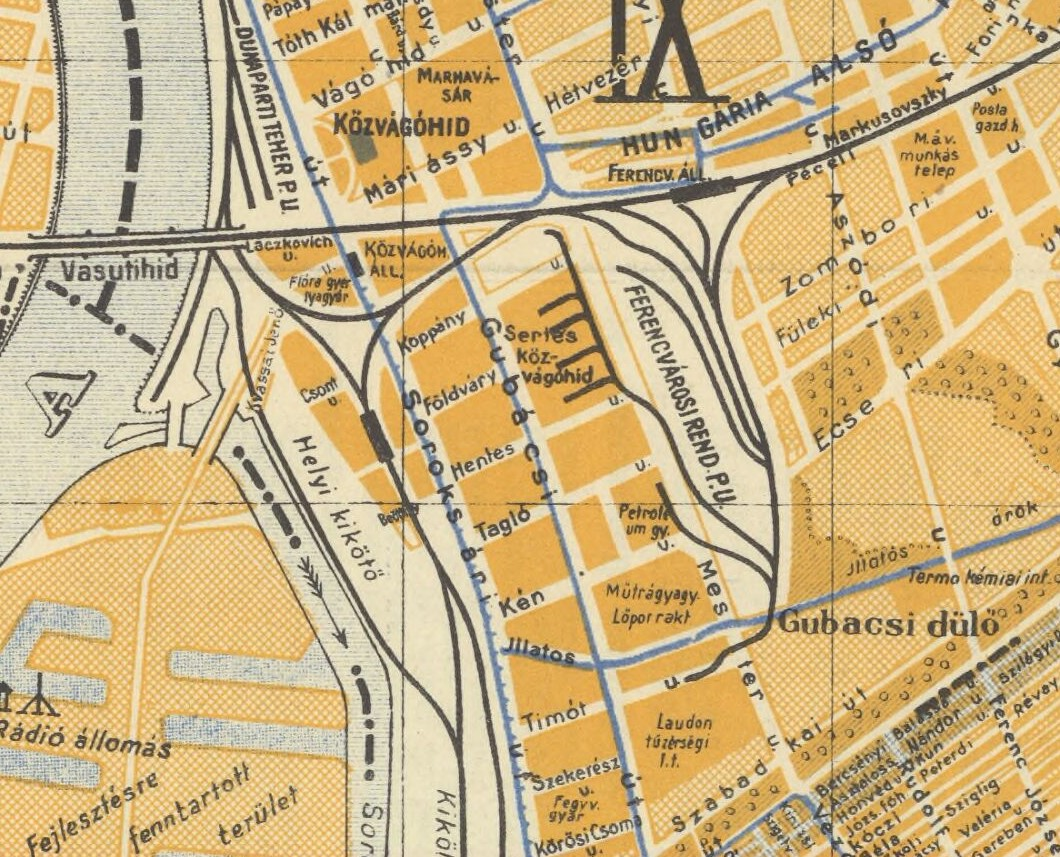
A gyár és környezete egy 1935-ös, olasz nyelvű Budapest-térkép részletén